# Cirriformia luxuriosa
Cirriformia luxuriosa är en ringmaskart som först beskrevs av Moore 1904.  Cirriformia luxuriosa ingår i släktet Cirriformia och familjen Cirratulidae. Inga underarter finns listade i Catalogue of Life.